# Geogarypus nigrimanus
Geogarypus nigrimanus är en spindeldjursart som först beskrevs av Simon 1879.  Geogarypus nigrimanus ingår i släktet Geogarypus och familjen Geogarypidae. Inga underarter finns listade i Catalogue of Life.